# Jamais plus
Jamais plus (It Ends with Us) est un roman d'amour de Colleen Hoover, publié par Atria Books le 2 août 2016. En se basant sur la relation entre sa mère et son père, Hoover le décrit comme « le livre le plus difficile que j'ai jamais écrit ». Il explore les thèmes de la violence domestique et de la maltraitance émotionnelle.
En 2019, le roman s'est vendu à plus d'un million d'exemplaires dans le monde et est traduit dans plus de vingt langues. En 2021, le roman connait un regain de popularité grâce à TikTok et est en tête des listes de ventes pour 2022 et 2023. Une suite intitulée It Starts with Us est publiée en octobre 2022. Une adaptation cinématographique est sortie en août 2024, avec un scénario de Christy Hall . Il est réalisé par Justin Baldoni, avec Blake Lively, Baldoni et Brandon Sklenar dans les rôles principaux.

## Résumé
Lily Bloom, diplômée de 23 ans, déménage à Boston dans l'espoir d'ouvrir sa propre boutique de fleurs. Elle grandit dans une famille brisée – son défunt père, Andrew, maltraitait physiquement sa mère, Jenny, ce qui amène Lily à lui en vouloir, ainsi qu'à en vouloir à sa mère d'être restée avec lui. Elle prononce un éloge funèbre lors des funérailles d'Andrew dans sa ville natale de Plethora, dans le                   Maine, au cours duquel elle énumère les cinq choses qu'elle aimait le plus chez lui, puis reste silencieuse pendant plusieurs secondes avant de partir.
En lisant ses vieux journaux d'enfance, Lily se souvient de son premier amour, Atlas Corrigan, qui est parti rejoindre l'armée mais promet de revenir vers elle. Elle rencontre plus tard Ryle Kincaid, un neurochirurgien charmant et ambitieux de 30 ans. Ils sont mutuellement attirés, mais ne recherchent pas de relation car Lily recherche un engagement tandis que Ryle n'est intéressé que par une série d'aventures occasionnelles. Cependant, une fois que Lily démarre son entreprise avec succès, ils continuent à se rencontrer et finissent par entamer une relation.
Une nuit, Lily rit lorsque Ryle se brûle avec une cocotte, et dans un geste accidentel en relevant le bras, la frappe au visage. Elle se remémore en cet instant les actes de son père violent envers sa mère.
Alors qu'elle dîne dans un restaurant où travaille Atlas, Lily renoue avec lui, rendant Ryle instantanément jaloux malgré son insistance sur le fait qu'Atlas n'est qu'un ami. Remarquant l'œil meurtri de Lily et la main bandée de Ryle, Atlas soupçonne que Ryle abuse d'elle et les deux finissent par se battre. Quelques semaines plus tard, Atlas rend visite à Lily dans sa boutique et lui laisse son numéro de téléphone..
Une nuit, Lily et Ryle se marient impulsivement à Vegas et vivent un mariage stable jusqu'à ce qu'il trouve le numéro d'Atlas et la pousse dans les escaliers. Il avoue ensuite avoir accidentellement tiré et tué son frère Emerson alors qu'il était enfant, ce qui entraîne un traumatisme non résolu qui se manifeste par des accès de rage incontrôlable. Lily lui pardonne, mais il retrouve et lit plus tard ses journaux d'enfance ; croyant qu'elle a une liaison avec Atlas, il tente de la violer, la rendant inconsciente alors qu'elle tente de se défendre.
Lily se réveille, s'échappe de la maison et appelle Atlas. Il l'emmène à l'hôpital, où elle découvre qu'elle est enceinte de l'enfant de Ryle, qu'elle choisit de lui cacher. Elle reste avec Atlas pendant quelques jours pendant que Ryle part pour une bourse en Angleterre, et finit par rentrer chez elle pendant que Ryle est toujours hors du pays. Atlas admet qu'il a toujours des sentiments pour Lily, mais qu'il les réprime à cause de son mariage avec Ryle. Comprenant enfin ce que sa mère a vécu, Lily se confie à Jenny à propos des abus. Jenny implore Lily de quitter Ryle et de ne pas commettre les mêmes erreurs qu'elle.
Lorsque Ryle revient, Lily conclut une trêve provisoire avec lui et lui permet de l'aider pendant les derniers mois de sa grossesse, mais reste émotionnellement distante avec lui. Lily donne plus tard naissance à une fille, qu'elle nomme en l'honneur du défunt frère de Ryle. Après avoir accouché, Lily réalise qu'elle ne veut pas que sa fille grandisse en étant témoin des accès d'agressivité de Ryle et lui dit qu'elle veut divorcer. Il comprend finalement son point de vue et accepte de se séparer après qu'elle lui ait demandé comment il réagirait si leur fille lui disait qu'elle était maltraitée par son partenaire. Lily espère avoir enfin mis fin au cycle de maltraitance dans sa famille en disant à sa fille : «Jamais plus. »
Dans l'épilogue, Lily, qui est coparent avec Ryle, retrouve Atlas et on comprend par leur discussion, qu'ils se retrouvent.

## Contexte et publication
Jamais plus est publié par Atria Books le 2 août 2016. En se basant sur la relation entre sa mère et son père, Hoover le décrit comme « le livre le plus difficile que j'ai jamais écrit ». Il explore les thèmes de la violence domestique et de la maltraitance émotionnelle. Cependant, le livre est finalement présenté comme un « roman d’amour ». L'éditeur du livre l'a décrit comme l'histoire d'une « accro au travail qui vit une histoire d'amour trop belle pour être vraie et qui ne peut s'empêcher de penser à son premier amour ».
Le 18 avril 2023, une « édition collector » spéciale du livre est publiée. Il contient une séance de questions-réponses entre Hoover et sa mère et est livré sous forme de couverture rigide avec une jaquette gaufrée à la feuille, une reliure estampée à la feuille et des pages de garde nouvellement conçues qui s'enroulent autour des couvertures avant et arrière,.

## Livre de coloriage
En 2023, Hoover a annoncé la sortie prévue d'un livre de coloriage basé sur Jamais plus. Elle décide ensuite d'annuler le projet à la suite de la réaction négative des lecteurs, pensant que faire un livre de coloriage ne serait pas cohérent. Atria Books confirme plus tard via la plateforme de médias sociaux X (anciennement Twitter) qu'ils ne procéderaient pas à la publication du livre de coloriage.

## Retours

### Critiques
Dans une critique étoilée, Kirkus Reviews écrit : « Les relations sont décrites avec compassion et honnêteté » et conclut que le roman « illustre puissamment la dévastation des abus et la force des survivants ». Romantic Times déclare : « Jamais plus est un parfait exemple des talents d'écriture de l'auteur et de sa capacité à tisser ensemble des intrigues édifiantes, romantiques et sombres. Quel que soit votre niveau de fandom, les lecteurs aimeront et respecteront la protagoniste Lily et apprendront quelque chose de ses luttes. »

### Ventes
En 2019, le roman s'est vendu à plus d'un million d'exemplaires dans le monde et est traduit dans plus de vingt langues.
En 2021, le roman – et les œuvres de Hoover en général – connaissent un regain de popularité en raison de l'attention de la communauté #BookTok sur TikTok,. En janvier 2022, Jamais plus fait ses débuts au numéro 1 de la liste des best-sellers du New York Times. Il est numéro 1 sur la liste des adultes de Publishers Weekly et numéro 1 au classement général au cours des six premiers mois de 2022, avec un total de 925 221 exemplaires vendus. Il est également numéro 1 sur la liste annuelle de Publisher Weekly, avec un total de 2 729 007 exemplaires vendus. C'était également le roman le plus vendu de 2023, avec un total de 1 292 733 exemplaires. Le tag du film (#It Ends with Us) cumule plus d'un milliard de vue sur sur TikTok.
Après la sortie de la bande-annonce de l'adaptation cinématographique, le roman est revenu au premier rang sur Amazon. Le 11 août 2024, deux jours après la sortie du film, le roman revient à la première place de la liste des best-sellers du New York Times.

### Récompenses
Le roman remporte le Goodreads Choice Award 2016 du meilleur roman d'amour.

## Suite
En février 2022, il est annoncé qu'Atria Books publierait une suite de It Ends with Us en octobre 2022. La suite, intitulée It Starts with Us, est publiée en anglais le 18 octobre 2022,. La suite continue là où It Ends with Us s'est terminé et se concentre sur la relation entre Lily et Atlas.

## Adaptation cinématographique
En juillet 2019, Justin Baldoni opte pour une adaptation cinématographique du roman, produite par sa société Wayfarer Entertainment. En janvier 2023, Blake Lively est choisie pour le rôle de Lily Bloom. Baldoni, qui joue Ryle Kincaid, réalise le film et Christy Hall adapte le scénario,. En avril 2023, Brandon Sklenar est choisi pour jouer le rôle d'Atlas. Le tournage commence à Hoboken, New Jersey le 5 mai 2023. Le film est sorti en salles le 9 août 2024.